# 펜티 해맬래이넨
펜티 올라비 해맬래이넨(핀란드어: Pentti Olavi Hämäläinen, 1929년 12월 19일 - 1984년 12월 11일)은 핀란드의 복싱 선수였다. 그는 1952년 올림픽과 1956년 올림픽에서 각각 금메달과 동메달을 땄다. 그는 1951년과 1955년 유럽 선수권 대회에서 2개의 동메달을 땄다. 1956년 올림픽 이후 그는 프로로 전향했고 5회 연속 우승했다. 그는 현역에서 은퇴한후 기계공과 경찰관으로 일했다. 그의 형제 중 4명은 국가 차원에서 권투 대회에 출전했다.

## 참조
1. ↑  펜티 해맬래이넨 보관됨 2012-02-06 - 웨이백 머신. sports-reference.com